# Boeing P-29
Les Boeing P-29 et XF7B-1 constituent une tentative de produire une version plus avancée du P-26 Peashooter, un avion de chasse très réussi du début des années 1930. Malgré de légères améliorations des performances, ni l'US Air Corps ni la Navy n'ont commandé l'avion.

### Développement lié
- P-26 Peashooter

### Aéronefs comparables
- Mitsubishi A5M
- Polikarpov I-16
- F2A